# Murat IV
Murat IV (turc otomà: مراد رابع, Murād-i rābi‘) (16 de juny de 1612 – 9 de febrer de 1640) va ser soldà de l'Imperi Otomà des de 1623 fins a la seva mort disset anys després. Fill d'Ahmet I el sultà regent i de la principal esposa d'aquest Kösem Mähèyker (d'origen grec), va accedir al tron als onze anys arran d'una conspiració de palau contra el seu oncle Mustafà I. Ha passat a la història per haver restablert l'autoritat de l'estat i també per la brutalitat dels seus mètodes.
Era un home alt i corpulent, i de gran força física tal com es descriu als llibres d'Evliya Çelebi. Va ser l'últim dels soldans otomans a dirigir el seu exèrcit al camp de batalla, i destacava per la seva capacitat en la lluita lliure. La seva arma preferida era una gran  maça de 60 quilos que aixecava amb una sola mà, i també feia servir un arc llarg i una espasa de dos mans. Les seves armes es troben, en molt bon estat de conservació, al Palau-Museu Topkapı d'Istanbul.

## Biografia
Va néixer a Istanbul a un palau del Bòsfor, i es va criar a Palau on de fet va estar confinat junt amb el seu germà Ibrahim. Altres germans eren Süleyman Kasim i les noies Aiixa (Aishe) Sultan i Fatima Sultan.
El gran visir Kemankeş Kara Ali Pasha amb l'acord del Shaykh al-Islam Zakariyya-zade Yahya Efendi, i de la mare de Murat (que cada cop era més influent) va decidir deposar altre cop al sultà Mustafà I i posar al tron al seu nebot Murat, d'11 anys. Era el quarta canvi de sultà en sis anys. Fou entronitzat el 10 de setembre de 1623 i el dia 11 va rebre el sabre de mans d'un místic venerat, Shaykh Hudai en presència del Shaykh al-Islam i altres dignataris.
Degut a la seva joventut en arribar al tron, Murat IV va passar els primers anys de regnat sota el control dels seus familiars, i la seva mare Kösem governava a través d'ell. Als 14 anys, amb gran alegria de la família, va tenir per primer cop relacions sexuals amb una noia, una esclava de 13 anys (que li va oferir la seva germana Aixa que estava casada amb el gran visir Hafiz Ahmed Paixà), probablement el 4 d'abril de 1626. El 25 d'agost de 1628 va agafar com a concubina principal a Kalender, que ho havia estat abans del seu germà Osman II. Va començar a governar personalment el maig del 1632.
Durant aquest període l'Imperi va caure en l'anarquia: els perses van envair l'Iraq i van assetjar Bagdad, el nord d'Anatòlia es va revoltar, i el febrer del 1632 els geníssers amotinats van irrompre a palau i van exigir els caps de diversos dignataris, i el sultà va haver de permetre l'assassinat del gran visir Filibeli Hafız Ahmed Pasha el 10 de febrer de 1632 i Topal Recep Pasha, instigador de la revolta, fou llavors nomenat gran visir. El sultà Murat IV va acusar l'anterior gran visir, Gazi Ekrem Hüsrev Pasha de ser la causa de la revolta i va decidir fer-lo executar. Hüsrev era a Tokat on tenia molts partidaris que es van resistir a la detenció però l'exgran visir va ordenar parar la lluita i es va entregar i fou executat (el dia exacte no es coneix); la notícia es va saber a Istanbul l'11 de març de 1632, fet que provocà una nova revolta. La situació d'anarquia va durar fins al maig, i encara que els amotinats van demanar caps no es van posar d'acord sobre la deposició del sultà, i el nou agha dels geníssers, Köse Mehmed, va restar fidel a Murat. El 18 de maig del 1632 Murat va començar a actuar: Topal Recep Pasha fou convidat a palau on fou assassinat i el seu cadàver mostrat als amotinats. Tabanıyassi Mehmed Pasha fou nomenat gran visir i va reprimir la revolta; els elements lleials van fer acte de submissió ràpida deixant aïllats als més insubordinats, el que va permetre restaurar l'orde.

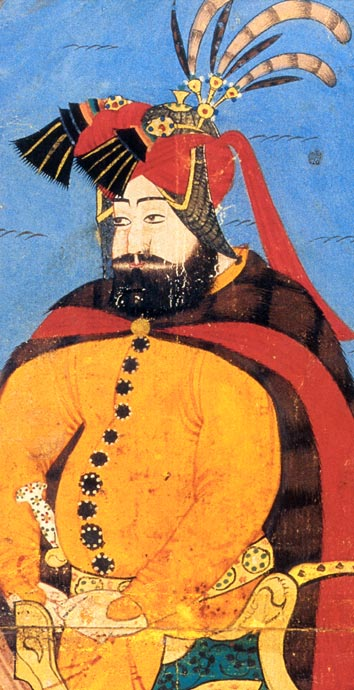
Murat IV cavalcant cap a Bagdad.

Tement d'acabar substituït com li havia passat al seu germà gran Osman II, Murat va decidir aferrar-se al poder eliminant tots els possibles rivals que poguessin tenir algun dret al tron: el seu conseller Koçi Beg fou revocat i condemnat a ser penjat (1633) però perdonat al darrer moment i enviat a l'exili a Xipre; altres notables foren executats com el Shaykh al-Islam Akhizade Husayin Efendi (10 de gener de 1634), Abaza Mehmed Pasha (24 d'agost del 1634) i el poeta Nefi (27 de gener del 1635). Llavors va imposar una política religiosa rigorista dictada per l'influent predicador Kadizade Mehmed Efendi de Santa Sofia, que va morir el 1635.
El 1635 va decidir mostrar l'autoritat otomana als països veïns. El 21 de març de 1635 va sortir cap a Yerevan al front de l'exèrcit i va arribar a aquesta fortalesa persa el 29 de juliol. Al cap de 8 dies Yerevan es va rendir. El comandant Emirgüne-oghlu Tahmasb Kuli Khan fou acollit amb honor (i el sultà el va agafar al seu servei i el va nomenar beglerbegi de Trípoli del Líban). Durant la campanya va fer executar als seus germans Baiazet i Süleyman.
Es va posar malalt l'octubre del 1635 i es va retirar a Van, i després va passar per Bidlis arribant al Diyar Bakr. Al seu retorn a Istanbul es van fer 7 dies de festa per la victòria. No va ser gaire efectiva perquè a l'any següent Yerevan tornava a estar en mans dels perses i Murat va ordenar una ofensiva. Una oferta de pau del xa Safi I fou rebutjada i es va exigir la rendició de Bagdad que estava en mans dels perses.
El 8 d'abril del 1638 va fer executar al seu germà Kasim. Llavors Murat va anar a Bagdad amb el Shaykh al-Islam Zakariyyazade Yahya Efendi i del Kapudan Pasha, arribant el 15 de novembre de 1638. Al cap de 40 dies la ciutat es va rendir. Però altre cop Murat es va posar malalt i se li va paralitzar la part inferior del cos, havent de marxar el 19 de gener de 1639 cap al Diyar Bakr. Es va restablir i va arribar a Izmid on va agafar una galera que el va retornar a Istanbul el 10 de juny del 1639 i va fer l'entrada triomfal dotze dies més tard. Poc abans s'havia signat la pau entre perses i otomans (tractat de Kasr Shirin de 17 de maig de 1639).
Els venecians van destruir la flota algeriano-tunisiana al port d'Awlona (Valona) i el sultà va amenaçar amb la guerra però la diplomàcia va arranjar el conflicte i es van signar noves capitulacions. Aviat el sultà va tornar a posar-se malalt i se li va recomanar no beure ni fer excessos; però després d'un temps en què així ho va fer, el gener del 1640 va tornar a beure en companyia dels seus amics íntims, el sihladar Musa Pasha i Emirgüne-oghlu Yusuf Pasha. L'endemà estava malalt greu, va perdre la consciència i va morir el 8 de febrer de 1640, als 27 any, d'una cirrosi de fetge. Des del seu llit de mort va ordenar l'execució del seu germà Ibrahim, cosa que hauria significat la fi de la dinastia otomana, però la seva ordre no es va dur a terme. Possiblement Murat va donar aquesta ordre perquè pensava que Ibrahim, era un malalt mental i no era capaç de ser un bon governant.

### Política interior
Murat IV va intentar reduir la corrupció que s'havia estès durant el regnat dels soldans anteriors i durant la regència de la seva mare, i va introduir polítiques de control de despesa.
També va prohibir l'alcohol, el tabac i el cafè a Istanbul, sota pena de mort. Ell mateix patrullava els carrers i tavernes de la ciutat durant la nit vestit de civil per supervisar el compliment de les seves ordres. Si durant la seva ronda veia algun soldat fumant o bevent, el matava ell mateix amb l'espasa. La seva duresa li va fer guanyar el sobrenom de "el cruel". Tot i el seu afany per prohibir l'alcohol, corria el rumor que ell mateix era un alcohòlic.

### Èxits militars
El regnat de Murat IV destaca per la guerra que va dur a terme contra Pèrsia, en la qual les forces otomanes van conquerir Azerbaidjan, va ocupar Tabriz i Hamadan i, en l'última gran gesta d'armes que faria l'Imperi, va capturar la ciutat de Bagdad el 1638. S'atribueix al soldà va una cita cèlebre que hauria pronunciat al prendre la ciutat: "Bağdat'ı almaya çalışmak, Bağdat'ın kendinden daha mı güzeldi ne" (Em sembla que intentar conquerir Bagdad va ser millor que la Bagdad mateixa). Murat havia dirigit el seu exèrcit durant la invasió de Mesopotàmia, i havia demostrat ser un bon comandant. Seria el darrer soldà otomà a lluitar al camp de batalla.